# شهرستان بژوزوف
شهرستان بژوزوف (به لهستانی: Powiat Brzozów) یک شهرستان در لهستان است که در استان پودکارپاتسکیه واقع شده‌است. شهرستان بژوزوف ۵۴۰٫۳۹ کیلومتر مربع مساحت و ۶۵٬۲۵۴ نفر جمعیت دارد.